# Lophogaster eurylepis
Lophogaster eurylepis is een kreeftachtigensoort uit de familie van de Lophogastridae. De wetenschappelijke naam van de soort is voor het eerst geldig gepubliceerd in 2004 door Bamber & Clark.